# Carmody Hills-Pepper Mill Village
Carmody Hills-Pepper Mill Village é uma Região censo-designada localizada no estado americano de Maryland, no Condado de Prince George's.

## Demografia
Segundo o censo americano de 2000, a sua população era de 4801 habitantes.

## Geografia
De acordo com o United States Census Bureau tem uma área de
1,9 km², dos quais 1,9 km² cobertos por terra e 0,0 km² cobertos por água.

## Localidades na vizinhança
O diagrama seguinte representa as localidades num raio de 4 km ao redor de Carmody Hills-Pepper Mill Village.